# Nabil Ennasri
Nabil Ennasri, né le 13 février 1982 à Laval. Il est écrivain français, activiste et expert dans la géopolitique de l'islam et du Moyen-Orient, en mettant l'accent sur les pays arabo-persiques du Golfe.
Il est mis en examen et écroué, le 5 octobre 2023, dans le cadre de l’enquête ouverte par le Parquet national financier, des chefs d’abus de confiance, corruption privée, blanchiment, blanchiment de fraude fiscale aggravée, corruption d’agent public et trafic d’influence. Il a été placé en détention provisoire.

## Biographie

### Origines
Il naît à Laval où il grandit en ZEP au sein d'une famille ouvrière d'origine marocaine comptant une dizaine d'enfants. 

### Formation
Titulaire d'un baccalauréat scientifique obtenu au lycée Douanier Rousseau en 1999, il passe le concours Sciences Po et intègre l'Institut d'études politiques d'Aix-en-Provence en septembre 2000. En 2002, il réalise un stage universitaire de six mois au sein de l'ambassade de France aux Émirats arabes unis, alors dirigée par François Gouyette. En 2004, il reçoit une bourse pour aller étudier l'arabe au Qatar, un pays auquel il décide par la suite de consacrer son mémoire de master ainsi que sa thèse de doctorat, soutenue le 20 novembre 2017,. De plus, il a étudié la théologie musulmane à l'Institut européen des sciences humaines à Château-Chinon de 2008 à 2010.  

## Liens avec les Frères musulmans et prises de position publiques
Ennasri est un politologue et chercheur, spécialiste des mouvements islamistes.
De 2008 à 2010, il a étudié la théologie musulmane à l'Institut européen des sciences humaines de Château-Chinon, établissement d’obédience frériste. Il évolue dans cette mouvance idéologique. Nabil Ennasri « est avant tout un Frère musulman, disciple de Youssef al-Qaradâwî »,.
Selon France Info, si Nabil Ennasri ne franchit jamais la ligne rouge dans ses livres ou ses interventions médiatiques, il se montre quelquefois moins nuancé sur les réseaux sociaux, ainsi en mars 2012, après les attentats de mars 2012 en France, il publie un texte qui met en doute la culpabilité de Mohamed Merah tué par la police six jours plus tôt.
Dans le contexte du projet de loi portant sur le mariage entre personnes de même sexe en France, il publie une tribune dans Oumma.com, où il compare l’homosexualité à l’inceste et à la pédophilie. Il se rapproche alors de Farida Belghoul, qui combat les « ABCD de l’égalité » en compagnie du mouvement catholique d'extrême droite Civitas et d’Alain Soral, trait d’union entre catholiques traditionalistes et islamistes. Après l'adoption de la loi, il écrit : « Voici ce vers quoi on somme la communauté musulmane de se diriger : une acceptation de l’homosexualité et une validation du discours de légitimation d’Israël. »
Il condamne par ailleurs l'influence supposée du Conseil représentatif des institutions juives de France (Crif) et écrit : « Comme dirait François Burgat, il faudrait envisager une loi en France de séparation entre le Crif et l’État »

## Spécialiste du Qatar
En mars 2013, il publie avec l'IRIS (Institut de recherches internationales et stratégiques) L'énigme du Qatar. Cet essai, préfacé par le géopolitologue Pascal Boniface, fait partie d'une succession d'essais consacrés au petit émirat et rédigés par des journalistes et universitaires dont la revue Cairn a fait plusieurs recensions,. À la suite de cette parution, il participe à des débats télévisés sur le Qatar et le terrorisme, notamment aux côtés du journaliste Georges Malbrunot,. En octobre 2013, il publie un autre ouvrage intitulé Qatar (éditions De Boeck), qui est un livret de présentation du pays. Il est alors présenté par Libération comme « l’autre relais de la parole qatarie en France », le premier étant Tariq Ramadan.
En novembre 2017, il devient docteur en science politique après avoir soutenu une thèse de doctorat sur la diplomatie religieuse du Qatar au sein de l'IEP d'Aix-en-Provence. Le jury composé d'universitaires spécialisés dans les pays du Golfe (comme Stéphane Lacroix) est présidé par Baudouin Dupret, dont les recherches académiques portent sur le droit musulman,,.
Sa thèse principalement consacrée à Youssef al-Qardaoui, longtemps prédicateur sur Al-Jazeera et maître à penser du frérisme, est décrite par l'hebdomadaire Franc-Tireur comme un « panégyrique ». Selon l'hebdomadaire, « parmi le jury, acquis à sa cause, figurent deux compagnons de route des Frères musulmans : son directeur de recherche, François Burgat, et le chercheur Vincent Geisser, avec lequel il a signé dans Le Monde, en 2011, un article expliquant qu’« islamiste n’est pas synonyme d’extrémiste » ».
Il est également invité par Libération en tant que « spécialiste du Qatar »
En octobre 2022, il publie un livre L'empire du Qatar, le nouveau maître du jeu ? co-écrit avec Raphaël Le Magoariec, doctorant en géopolitique à l'université de Tours. Dans une tribune dans le Journal du Dimanche, ils dénoncent les appels au boycott de la Coupe du monde 2022 au Qatar tout en soutenant la démarche des ONG de défense des droits humains comme Amnesty International pour faire de ce mondial un levier pour arracher davantage de droits sociaux en faveurs des ouvriers employés dans l'émirat du Golfe.  Dans le cadre de la Coupe du monde au Qatar organisée en novembre-décembre 2022, il est sollicité par plusieurs médias français et étrangers pour livrer son expertise critique sur l'évènement et ses répercussions pour le pays organiseur,,,.

### Soupçons de trafic d'influence en faveur du Qatar
Le 2 octobre 2023, il est placé en garde à vue dans une affaire d'ingérence étrangère. Il est notamment entendu dans le cadre d’une enquête ouverte par le parquet national financier (PNF) pour corruption, trafic d'influence et abus de confiance. Selon Le Parisien, les enquêteurs de la police judiciaire s’interrogent sur un éventuel rôle de Nabil Ennasri en tant qu'agent d'influence au profit de la monarchie qatarie. Le 4 octobre 2023, Nabil Ennasri est mis en examen pour « abus de confiance, corruption privée, blanchiment, blanchiment de fraude fiscale aggravée, corruption d’agent public et trafic d’influence d’agent public » et placé en détention provisoire à la maison d'arrêt de Villepinte. Le 22 décembre 2023, il entame une grève de la faim pour protester contre son incarcération, qu'il juge abusive.
Le lobbyiste Jean-Pierre Duthion, mis en examen pour corruption active et passive, présente Nabil Ennasri comme son « associé » entre 2018 et 2019. Il affirme avoir reçu 7 500 euros par mois de sa part, et lui reproche de s’être constitué un réseau, et de l’avoir ensuite écarté de ses affaires. Les deux hommes ont fréquenté le député Hubert Julien-Laferrière. A l’issue de ces contacts, Hubert Julien-Laferrière publie en octobre 2021 une tribune avec 34 autres députés qui dénonce la « candidature de la honte" d'un général émirati accusé de torture » à la présidence d'Interpol,.
Selon les informations de la cellule investigation de Radio France et du Monde, Nabil Ennasri percevait chaque mois 30 000 euros d’une ambassade du Qatar et du Conseil national des droits de l’Homme du Qatar, une organisation basée à Doha. Une partie de cet argent aurait permis de payer Jean-Pierre Duthion et une autre, Hubert Julien-Laferrière. Le député aurait ainsi perçu 5 000 euros mensuels, ainsi que quelques primes de plusieurs centaines d'euros pendant près d’un an.

## Engagement pour l'écologie
(septembre 2023).
- Si vous ne connaissez pas le sujet, laissez ce bandeau (vous pouvez alors contacter les auteurs).
- Si vous supprimez le contenu mis en cause (vous pouvez préalablement contacter les auteurs),

argumentez précisément cette suppression dans la page de discussion
(un manque de référence n'est pas un argument ; une recherche réelle de référence doit avoir été effectuée, être formellement documentée).
Aux côtés de certains spécialistes comme Hervé Kempf, et à travers divers colloques, tribunes, et conférences, il tient un discours de responsabilisation et d’appel à l’action autour de ce qu’il nomme le « devoir de solidarité environnementale ». Il en fait aussi un thème majeur de son livre intitulé Les 7 Défis capitaux édité à compte d'auteur en 2014 qui lui a valu une invitation dans l'émission Les Grandes Questions diffusée sur France 5 et présentée par Frantz Olivier-Giesberg.
Le 21 avril 2023, Nabil Ennasri annonce son départ prévu le lendemain de la Gare Montparnasse pour rallier La Mecque à vélo et effectuer ainsi le grand pèlerinage, Hadj. Ce voyage de 5186 kilomètres, qu'il nomme #HadjByCycle, a pour objectif de sensibiliser la communauté musulmane au « défi ultime de l'humanité » : la préservation de la Terre et des écosystèmes, afin d'être en mesure de transmettre aux générations futures une planète habitable. Ce périple est aussi un moyen d'encourager la population à amorcer une transition vers une mobilité douce, via un hommage rendu aux anciennes générations, qui partaient pour le pèlerinage à pied ou à dos de monture.
Après 67 jours à pédaler, il arrive à La Mecque et effectue le Hadj et bénéficie d'une couverture médiatique en France,, et à l'étranger,,.

## Publications
Il publie cinq ouvrages : 
- L'énigme du Qatar, IRIS Éditions, 2013[48]
- Qatar, Éditions De Boeck, 2013[49]
- Les 7 Défis capitaux, auto-édition, 2014[39]
- Et maintenant que fait-on ?, auto-édition, 2016[50]
- L'Empire du Qatar, le nouveau maître du jeu ? avec Raphaël Le Magoariec, Éditions Les Points sur les I, 2022[51]